# Rat Pack

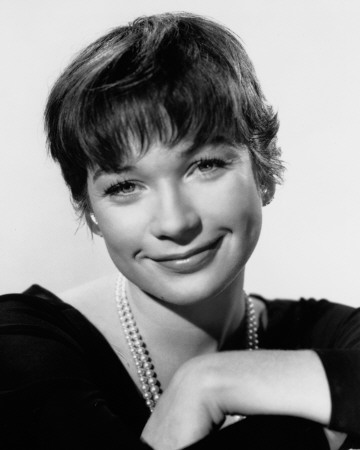
Shirley MacLaine

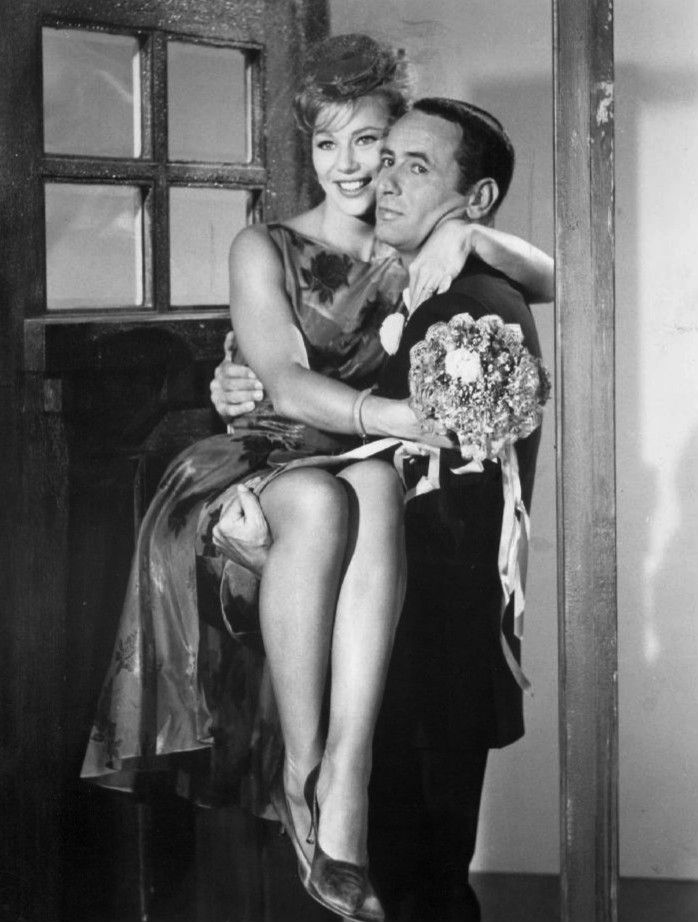
Abby Dalton és Joey Bishop; 1962

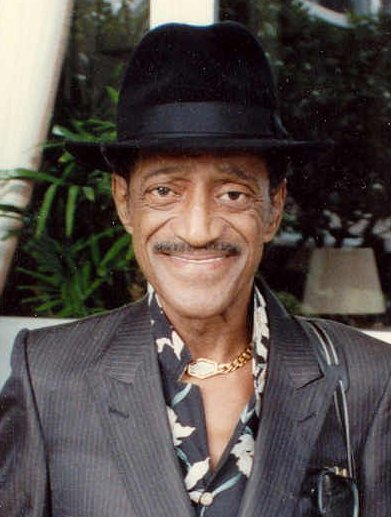
Sammy Davis jr.

A Rat Pack (Patkányfalka) egy előadóművész csoport volt az 1950-es, 60-as években az amerikai szórakoztatóiparban, ami eredetileg Humphrey Bogart és felesége, Lauren Bacall körül szerveződött. Ott volt a többiek mellett Nat King Cole, Errol Flynn, Mickey Rooney, Cary Grant, Judy Garland is.
A tagok a Bogart lakás törzsvendégeiből verbuválódtak.
Bogart halála után alakult ki a végleges sztárcsapat: Frank Sinatra, Dean Martin, Sammy Davis Jr., Peter Lawford, Joey Bishop. A frontember Sinatra volt, a szürke eminenciás pedig Bishop. Ő írta, rendezte a műsorokat, melyek a pódiumon meggyőzően improvizatívnak tűntek. Különböző színpadokon, leginkább Las Vegasban és tévéműsorokban léptek fel komikus, dalokkal fűszerezett műsoraikkal. A sajtó által erősen eltúlzott maffiakapcsolataik is voltak, ami nem ártott népszerűségüknek, sőt színezte imédzsüket. Valójában liberális szemléletűek voltak, támogatták a demokratákat, hozzájárultak az amerikai rasszizmus enyhüléséhez. 1960-ban egy film készült velük  (Ocean’s 11; magyarul: A dicső tizenegy). 1998-ban egy film készült róluk: The Rat Pack (Sztárok egy csapatban).
Sok más film is készült a truppal, illetve tagjaikkal.
A csoport feloszlását 1962-ben az okozta, hogy az elnökjelölt Kennedy lemondta Sinatra meghívását (aki pedig annyira készült a látogatásra, hogy átépítéseket hajtott végre a birtokán elnöki lakosztállyal, testőrszállással, helikopter leszálló-térrel), mert Sinatráról egy fotó jelent meg a sajtóban egy maffiavezérrel. Sinatra – a frontember – kilépésével a csoport megszűnt.

## Tagok
- Frank Sinatra
- Dean Martin
- Sammy Davis, Jr.
- Peter Lawford
- Joey Bishop
- Humphrey Bogart

Kültagok
- Shirley MacLaine
- Lauren Bacall
- Angie Dickinson
- Marilyn Monroe
- Judy Garland
- Norman Fell